# 菲亚特克莱斯勒汽车
菲亚特克莱斯勒汽车 （英語：Fiat Chrysler Automobiles N.V., (FCA)）是2014年1月29日菲亚特集团与克莱斯勒集团宣布重组后而成立的控股公司。2014年1月21日菲亚特在宣布收购克莱斯勒全部股份后不久之后便立即公布了这项重组计划。
新的控股公司将会在荷兰注册，在收购程序通过有关部门批准后，公司2014年10月13日于纽约和米兰两地上市。新公司将会成为世界第七大汽车制造商。
2019年5月5日菲亞特克萊斯勒汽車公司以58億歐元（65億美元）出售旗下汽車零部件部門馬涅蒂·馬瑞利（Magneti Marelli）給日本汽車零部件供應商康奈可（Calsonic Kansei）
2019年10月31日標緻雪鐵龍集團母公司PSA和快意佳士拿汽車將會合併成為一間雙方股東各佔50%的新公司，合併完成後，新公司會是世界第4大車廠，為平衡兩間公司的價值，PSA將會出售零部件製造商佛吉亞公司46%股權，PSA股東預計將可得30億歐元特別息，至於快意佳士拿汽車亦將出售其製造機械人的柯馬，快意佳士拿汽車股東預計亦可獲得55億歐元的股息。
2020年7月16日，PSA與快意佳士拿汽車已經完成合併，並定名為斯泰蘭蒂斯集團，新集團的總部將會設立在阿姆斯特丹，並會在米蘭、紐約及巴黎上市。2020年12月21日，欧洲联盟委员会批准两大汽车制造商菲亚特克莱斯勒公司与标致雪铁龙集团有条件合并。合并后的企业就产量而言将成为全球第四大汽车企业，就销售量而言将是第三大车企。根据欧盟委员会的一项声明，合并后，这两个最重要竞争中的一个将退出小型商用车市场。这两家企业将必须主要恪守两项承诺。其一是，PSA和丰田之间现存的合作要继续扩大，PSA为丰田生产用于欧盟市场销售的小型商用车；其二，PSA和FCA维修点之间的现有合同将被修改。修改后的合同上将不再有关于PSA／FCA商用车享受优先权的规定。合同也将允许使用这两家生产商的工具用于其它品牌小型商用汽车的维修。
2021年1月21日，斯特兰蒂斯正式成立，並成為全球第四大汽車集團。

## 公司结构
合并完成后，菲亚特克莱斯勒拥有阿巴特、阿尔法·罗密欧、克莱斯勒、道奇、法拉利（於2016年脫離）、飛雅特汽車、菲亚特商用车、吉普、蓝旗亚、玛莎拉蒂、公羊卡车和SRT12个汽车品牌。

## 商标演变
2014年1月29日，菲亚特克莱斯勒宣布采用全新徽标，由一家意大利设计公司设计。新徽标包含蓝色“FCA”字样，和英文全称。菲亚特克莱斯勒表示，该标志代表“1加1大于2的有机组合”。

原菲亚特汽车公司徽标
原克莱斯勒集团徽标